# 大甲東
24°9′7″N 120°32′39″E / 24.15194°N 120.54417°E
大甲東，為臺灣臺中市外埔區的一個傳統地域名稱，位於該區西部。相較於今日行政區，其範圍大致為大東里不含東北端、東南端及西南端等三處。
大甲東位於大甲平原中央，以燒陶業「大甲東陶」而知名。

## 歷史
大甲東最早可以追溯到1710年代（清乾隆年間），道卡斯族大甲東社於該地域活動、墾殖，是大東村地名的由來，直到1874年（同治13年）大甲東社東遷至今天的中山村。
清治末期，大甲東地區為一街庄，稱為「大甲東庄」，隸屬於苗栗三堡。該庄北與頂店庄、鐵砧山腳庄為鄰，東與馬鳴埔庄為鄰，南邊為磁磘庄、內水尾庄，西邊為山腳庄。
1901年（日明治三十四年）11月，全台廢縣廳改設二十廳，該庄隸屬於苗栗廳。1903年（明治三十六年）6月，該庄編入「外埔區」，仍隸屬於苗栗廳。1909年（明治四十二年）10月，全台二十廳合併為十二廳，苗栗廳廢止，外埔區改隸屬於臺中廳。1920年（大正九年），全台地方制度大改正，該庄改制為「大甲東」大字，隸屬於臺中州大甲郡外埔庄。
日治時期，林景洄自福州帶來製陶技術，興建窯場，後湖盆地300年前原為湖泊，湖底沉澱了大量黏性佳、含鐵量高的黏土，適合製作大型及質地堅硬的陶器。
戰後外埔庄改制為外埔鄉，隸屬於臺中縣，大字亦改制為村。1950年10月，中、彰、投分治，外埔鄉隸屬不變。2010年12月，隨著臺中縣、市合併為直轄臺中市，外埔鄉改制為外埔區，村亦改制為里。

## 地理
大甲東位於大甲平原之中的後湖盆地，位置在外埔區最西，靠近大甲區市區。大甲東的範圍南以后里圳第三排水線與大同里為界，西至東泰新城與大甲區中山里為鄰，北約略以大馬路為界，東至中山路接中山里。

## 交通及運輸

### 公路
國道3號又稱「福爾摩沙高速公路」，是貫穿台灣西部的兩條縱向高速公路之一，大致以東北—西南走向轉東北東—西南西走向經過大甲東地區東南部邊界地帶，並在市道132號交會處設有大甲交流道。由此可快速前往台灣西部各地。
市道132號（甲后路五段）是大安港至后里的道路，大致以西北—東南走向蜿蜒經過本地區中部。由該道路向西北可前往大甲、大安港並止於區道中7線路口，向東南繞過外埔市區西側後可前往后里並止於台鐵后里車站前。
區道中24線（開元路）是大甲東至三崁頭的道路，大致以西南西—東北東走向經過本地區西北部一小段邊界。由該道路向西南西可前往山腳中部偏東北並止於市道132號路口，向東北東可前往頂店南端的大甲高工南側、鐵砧山腳、馬鳴埔、六分西部邊界地帶並止於市道132號舊線（甲后路三段）路口。
區道中26線（甲東路、甲后路四段、大馬路）是外水尾至五崁腳的道路，大致以西南西—東北東走向經市道132號路口後轉西北西—東南東走向經過本地區。由該道路向西南西可前往山腳南部並止於市道132號路口，向東南東轉東北東可前往馬鳴埔、廍子、土城、中社地區西部的五崁腳並止於區道中33線路口。
市道132號（甲后路）以及鄉道中26線（大馬路）交匯於大東村，可連結中社、大甲區市區、外埔區市區。2003年，位於大甲東中部，將大甲東一分為二的福爾摩沙高速公路大甲交流道完工通車，使得大甲東成為鄰近地區南來北往的交通集散地。

### 大眾運輸
大甲東的大眾運輸堪稱便捷，公共汽車每日有150班以上車次來回臺中、大甲、豐原、后里、外埔市區，於大東村內設有大甲東、大甲東新城、東泰新城、大東里活動中心4座站牌。
大甲東沒有鐵路經過，最近的鐵路車站為4公里外的臺灣鐵路管理局海線大甲車站。

## 大甲東陶
1901年起，台灣總督府推動台灣陶業工業化政策。1902年，福州陶師林景洄至大甲東，在大甲東蓋了該地第一座窯廠「內窯」，同時也教導當地居民製陶的技術，被認為是「大甲東陶」的開山鼻祖。林景洄因為自己會砌窯，把窯廠轉讓出去可以獲得一筆很大的利潤。於是把內窯轉讓給王潭經營。把獲得的資金又在莊外新蓋一座蛇窯，有別於莊內的「內窯」，當地人稱作「外窯」。內窯經過三次轉手之後，今名一成陶器工廠。而外窯也經過兩次轉手，現在由紀榮芳經營。
比起台灣其他地區的燒陶業，大甲東陶業因為沒有日本資金進入，一直到日治時期結束之後，都還維持著福州式的陶業風格。
大甲東的燒陶業早期生產一般日常用品為主，例如水缸、酒甕、缽、罐等容器，或是筷筒、桌腳、香爐、龍罐、夜壺，還有裝飾用的尺磚、墓庭用的獅子座，1960年代之後，因為時代變遷，陶器品逐漸被塑膠製品所取代，順應市場需求，大甲東陶由生活上的需要轉為生活上的藝術，大甲東陶器轉型生產高層次的陶器藝術品。

## 特色景點
- 大甲東蛇窯
- 七庄王爺

## 外部連結
- 臺中市外埔區公所全球資訊網（页面存档备份，存于）